# 普鲁瓦桑
普鲁瓦桑（法語：Proissans）是法国多尔多涅省的一个市镇，属于萨拉拉卡内达区。该市镇总面积17.56平方公里，2009年时的人口为894人。

## 人口
普鲁瓦桑人口变化图示